# 에뮬레이터 목록
이 글은 소프트웨어 에뮬레이터를 나열한 것이다.

## 중앙 처리 장치
MIPS
- SPIM: 오픈 버추얼 플랫폼(Open Virtual Platform)의 OVPsim 500 mips MIPS32 에뮬레이터. 리눅스를 포함, 수많은 OS를 실행하는 MIPS32 프로세서용 최대 500 MIPS로 동작하는 MIPS 프로세서를 포함, 가상 플랫폼을 사용하여 PC 상에서 소프트웨어를 개발할 수 있게 허용한다.

OVP를 사용하여 단일 또는 다중 MP3 프로세서의 에뮬레이터를 빌드한다.
X86
- Bochs
- 도스박스
- FX!32
- PCem
- QEMU - ARM, x86, MIPS 등을 포함한 7개의 아키텍처를 에뮬레이트하는 오픈 소스 에뮬레이터

모토로라 680x0
- 맥 68K 에뮬레이터: 파워PC 클래식 맥 OS용

파워PC
- 피어PC
- 로제타: 맥 OS X에 빌드되는 파워PC 프로세서용 애플의 에뮬레이터
- WarpUP: MorphOS에 내장된, 파워PC 확장 카드를 위한 아미가 시스템. 아미가OS용으로 이용 가능

## 풀 시스템 시뮬레이터
- AlphaVM: 윈도우나 리눅스에서 실행되는 알파 프로세서 시스템 에뮬레이터.
- Simics
- CPU Sim:

사용자가 단순한 아키텍처과 명령어 집합을 설계, 제작하고 시뮬레이션을 통해 해당 집합의 명령으로 된 프로그램들을 실행할 수 있게 하는 자바 애플리케이션
- GXemul: 풀 시스템 컴퓨터 아키텍처 에뮬레이션용 프레임워크

## 휴대전화 및 PDA
- 팜 OS 에뮬레이터
- 어도비 디바이스 센트럴
- 블루스택

## 멀티 시스템 에뮬레이터
- blueMSX: Z80 기반 컴퓨터와 콘솔을 에뮬레이트한다
- MAME: 다중 아케이드 머신을 에뮬레이트한다
- DAPHNE: 다양한 레이저디스크 비디오 게임을 에뮬레이트하는 아케이드 에뮬레이터 애플리케이션으로서, 게임들을 보존하고 가능한 오리지널에 가까운 플레이 체험을 제공하기 위해 고안되었다.[1] The developer calls DAPHNE the "First Ever Multiple Arcade Laserdisc Emulator" ("FEMALE"). It derives its name from Princess Daphne, the heroine of Dragon's Lair.

## 네트워크 시뮬레이터
- Ns (시뮬레이터)
- NetSim

## 운영 체제 에뮬레이터
유닉스
- 시그윈: 마이크로소프트 윈도우의 경우 POSIX 환경과 시스템 라이브러리(cygwin.dll에 포함)를 제공한다. 변경되지 않은 리눅스/유닉스 바이너리의 구동을 허용하지는 않는다. 그러나 gcc 컴파일러 컬렉션을 사용하여 이러한 운영 체제를 위하 작성된 소프트웨어를 소스 코드로부터 컴파일할 수 있게 허용한다.

POSIX 시스템 외에 시그윈은 패키지 매니저를 포함하고 있어서 9000개 이상의 소프트웨어 패키지의 저장소에 연결할 수 있다.
마이크로소프트 윈도우
- 와인(WINE): 대부분의 POSIX 호환(유닉스 계열) 운영 체제(예: 리눅스, BSD, 맥 macOS (달링, 다윈 프로젝트))용으로 이용 가능. Win32 API와 관련 기능의 클린룸 구현체를 제공한다. 시그윈과 달리 와인은 변경되지 않은 윈도우 소프트웨어의 설치 및 사용을 허용한다.

## 프린터 에뮬레이터
- 고스트스크립트:  프린터 에뮬레이터 (포스트스크립트 제외)

## 같이 보기
- 비디오 게임 에뮬레이터 목록